# Axionice maculata
Axionice maculata är en ringmaskart som först beskrevs av Dalyell 1853.  Axionice maculata ingår i släktet Axionice och familjen Terebellidae. Inga underarter finns listade i Catalogue of Life.